# Howard (Wisconsin)
Howard és una població dels Estats Units a l'estat de Wisconsin. Segons el cens del 2000 tenia 13.546 habitants.

## Demografia
Segons el cens del 2000, Howard tenia 13.546 habitants, 5.236 habitatges, i 3.691 famílies. La densitat de població era de 291 habitants per km².
Dels 5.236 habitatges en un 38,2% hi vivien nens de menys de 18 anys, en un 57,7% hi vivien parelles casades, en un 9,3% dones solteres, i en un 29,5% no eren unitats familiars. En el 21,7% dels habitatges hi vivien persones soles el 6% de les quals corresponia a persones de 65 anys o més que vivien soles. El nombre mitjà de persones vivint en cada habitatge era de 2,57 i el nombre mitjà de persones que vivien en cada família era de 3,04.
Per edats la població es repartia de la següent manera: un 27,8% tenia menys de 18 anys, un 8,6% entre 18 i 24, un 34,8% entre 25 i 44, un 21,3% de 45 a 60 i un 7,5% 65 anys o més.
L'edat mediana era de 34 anys. Per cada 100 dones de 18 o més anys hi havia 94,7 homes.
La renda mediana per habitatge era de 51.974 $ i la renda mediana per família de 56.579 $. Els homes tenien una renda mediana de 40.081 $ mentre que les dones 25.900 $. La renda per capita de la població era de 21.688 $. Aproximadament el 3,2% de les famílies i el 4,3% de la població estaven per davall del llindar de pobresa.

## Poblacions més properes
El següent diagrama mostra les poblacions més properes.